# Mikulášová
Mikulášová (do roku 1948 Niklová)  je obec na Slovensku v okrese Bardejov. Žije zde 122 obyvatel, první písemná zmínka pochází z roku 1414. Zdejší zděný řeckokatolický chrám Panny Marie Růžencové byl postaven v roce 1926 jako náhrada za starší dřevěný chrám téhož zasvěcení, který byl v roce 1931 přenesen do Bardejovských Kúpelí. Dále se zde nachází nedávno postavený pravoslavný chrám svatého Petra a Pavla.